# Catoclastus jaumesi
Catoclastus jaumesi är en skalbaggsart som beskrevs av Soula 2010. Catoclastus jaumesi ingår i släktet Catoclastus och familjen Rutelidae. Inga underarter finns listade.